# Сімін Ганем
Сімін Ганем (перс. سیمین غانم) (народилась 1944, Тонекабон, Іран) — іранська співачка, виконавиця народних та популярних пісень. Серед її відомих пісень: «моя кімнатна квітка» (перс. گل گلدون من), «яблуко» (перс. سیب), «мій чоловік» (перс. مرد من) тощо.

## Життя та кар'єра
Сімін Ганем народилась 1944 року в місті Тонекабон. Її батько був уродженцем Тегерана, а мати була родом з міста Сарі. У 9 років почала виступати на шкільних святах. У 18 років посіла перше місце на конкурсі співаків серед навчальних закладів. Під час першого свого виступу на телебаченні 1968 року вона виконала пісню «приплив, що шумить» (перс. موج خروشان), аранжування до якої виконав Мортеза Ханнане а продюсером був Аббас Занді. У 25 років розпочала свою офіційну кар'єру. Період виконання народних пісень та радіф провела під керівництвом Махмуда Карімі. Також певний час поруч з Мортезою Ханнане вивчала правила музики і сольфеджіо. Її навчав музики також Алі Таджвіді. Схожість її голосу на голос прославленої співачки того часу Делькеш відкривала перед нею двері. Звичайно, що порівняння її зі співаками подібними до Делькеш, було честю, яка випадає далеко не кожному. Проте Сімін Ганем передбачала, що навіть якщо ще залишилось місце в класичній музиці Ірану, і вона зможе в техніці виконання досягнути захмарного рівня Делькаш, все одно вона не зможе вийти з-під її тіні. Все одно про неї будуть казати: «Це та, що співає подібно до Делькаш». Через це вона почала кар'єру поп-співачки. Але це були пісні на гарну музику і зі змістом, за підтримки таких впливових композиторів, як Бабак Баян і Фаріборз Лічіні. Хоча вона дуже гарно виконувала і класичні іранські твори Хомаюна Хоррама й Алі Таджвіді, але славу здобула саме завдяки виконанню популярних пісень. Першою її піснею в новому стилі була «скарбничка твоїх очей» (перс. قلک چشات). Впродовж певного часу ця пісня була найбільш популярною в Ірані. Текст для неї написав Саїд Дабірі, а композитором був Фаріборз Лачіні, аранжування — Ферейдун Шахбазіян. Її пронизливий, могутній, багатий голос перебуває в діапазоні контральто.
Голос Сімін Ганем мовчав більш як два десятиліття після Ісламської революції 1978 року. Перший її концерт після повернення відбувся 1999 року в кінотеатрі Сахра в Тегерані. Нині співачка проводить свій час з сім'єю в Ірані та час від часу виступає з концертами.

## Основні альбоми
- Скарбничка твоїх очей (перс. قلک چشات)
- (перс. ماتم)
- Сядь біля мене (перс. به کنارم بنشین)

## Джерело
گل گلدون من، سیمین غانم از آغاز تا امروز، به کوشش اشرف باقری و نسرین صفوی، تهران: نشر ثالث، ۱۳۸۳.